# Dasyhelea guanchense
Dasyhelea guanchense är en tvåvingeart som beskrevs av Clastrier 1966. Dasyhelea guanchense ingår i släktet Dasyhelea och familjen svidknott.
Artens utbredningsområde är Kanarieöarna. Inga underarter finns listade i Catalogue of Life.